# Front populaire de libération de la Palestine-Commandement général
Le Front populaire de libération de la Palestine-Commandement général (arabe : الجبهة الشعبية لتحرير فلسطين - القيادة العامة, FPLP-CG) est une branche dissidente, non-marxiste, du Front populaire de libération de la Palestine (FPLP), créée le 24 avril 1968 et dirigée par Ahmed Jibril. Son quartier-général se situe à Al-Rihanen en Syrie et exploite un poste de commandement opérationnel à Deïr Znun, au Liban.
Depuis la fin des années 1980, le FPLP-CG est resté largement inactif dans ses activités militaires, mais réapparaît pendant la guerre civile syrienne en 2011, en combattant aux côtés de la Syrie baasiste contre la rébellion de l'Armée syrienne libre et les groupes salafistes djihadistes.
L'organisation est placée sur la liste officielle des organisations terroristes du Canada, des États-Unis et de l'Union européenne.
Le groupe dispose d'une aile paramilitaire appelée « brigades Jihad Jibril ».

## Histoire

### Guerre du Liban
Le mouvement de Jibril se distingue par de lourdes pertes causées à l'armée de défense d'Israël durant la guerre du Liban (1975-1990) et, en particulier, lors du siège de Beyrouth de 1982, ainsi qu’une hostilité explicite du Fatah depuis le début des années 1980. L'organisation compte, à ce moment-là, de 3 000 à 4 000 combattants.
Le FPLP-CG s'est illustré par ses attaques sophistiquées ; ainsi, le 25 décembre 1987, lors de l'attaque dite de « la nuit des deltaplanes », deux deltaplanes motorisés du FPLP-CG attaquent Israël : ils partent d'une colline dans le nord de la zone de sécurité, au Sud-Liban et, l'un d'entre eux, après avoir survolé la zone, se pose devant le campement du quartier général d'une brigade d'infanterie de Tsahal, abat six soldats et en blesse sept autres avant d'être tué. Ce raid enthousiasme les Palestiniens.
Un bateau d'armes, affrété au Liban par le FPLP-CG à destination de Gaza, est saisi par la marine israélienne en mai 2001.

### Guerre civile syrienne
Lors du déclenchement du soulèvement en Syrie en mars 2011, les cadres du FPLP-CG se chargent d'écraser la solidarité des réfugiés palestiniens en Syrie vis-à-vis des groupes armés opposés au régime de Bachar el-Assad. Du fait de l'orientation pro-syrienne du mouvement depuis sa création, il se tiendra aux côtés du régime baasiste durant cette guerre contre les groupes armés islamistes.
En avril 2013, le FPLP-CG repousse une attaque de rebelles syriens sur l'une de ses bases près de la frontière libanaise.
Le mouvement, totalement engagé auprès des forces de Bachar Al-Assad, compte aujourd'hui de 1 000 à 1 500 combattants.
En juin 2019, Talel Naji, secrétaire-général adjoint du FPLP-CG, déclare que 1 858 Palestiniens sont morts en Syrie en combattant dans les rangs des forces gouvernementales et parmi eux 400 membres du FPLP-CG.
Ahmed Jibril décède en juillet 2021.